# Eugnesia
Eugnesia is een geslacht van vlinders van de familie spanners (Geometridae), uit de onderfamilie Ennominae.

## Soorten
- E. aurantiaca Warren, 1897
- E. balteata Warren, 1902
- E. correspondens Warren, 1897
- E. fasciata Warren, 1899
- E. intensa Warren, 1897
- E. liparampyx Prout, 1929
- E. parallelaria Warren, 1902
- E. polita Prout, 1916
- E. sanguinata Warren, 1897
- E. sciagraphica Prout, 1916
- E. sordidata Warren, 1907
- E. subapicata Prout, 1916
- E. thamiosticta Prout, 1931